# Петер Меландер фон Холцапел
Петер Меландер фон Холцапел, роден като Петер Епелман (на немски: Peter Melander von Holzapfel; Peter Eppelmann; * 8 февруари 1589 в Нидерхадамар; † 17 май 1648 в Аугсбург) е граф на Холцапел (1643 – 1648) и значим генерал, първо протестантски военачалник през Тридесетгодишната война и след това главнокомандващ на императорските-баварски войски от 1647 г. до смъртта си.
Той е син на селянин. След смъртта на баща му Петер Епелман отива през 1592 г. в Нидерландия при бездетния си чичо Йохан, секретар на Мориц Орански. Чичо му превел фамилното име Епелман на гръцкото „Меландер“, и Петер приема името на чичо си. Чрез заслугата на чичо му Йохан Меландер фамилията е издигната през 1606 г. в рицарското благородническо съсловие и след това взема името „фон Холцапел“ от измрелия благороднически род „Холцапел фон Фойтсбург-Зелцберг“ от територията Гисен.
Петер Меландер се жени 1638 г. за графиня Агнес фон Еферен (* 11 май 1607; † юни 1656). Те имат само една дъщеря:
- Елизабет Шарлота Меландер графиня фон Холцапфел (* 19/29 февруари 1640; † 17 март 1707 в Шаумбург), наследничка на графството Холцапел и господството Шаумбург, омъжена 1653 г. за княз Адолф фон Насау-Диленбург (1629 – 1676) и става така княгиня Елизабет Шарлота фон Насау-Шаумбург.

Към потомците на Меландер принадлежат кралица Беатрикс Нидерландска и крал Карл Густаф от Швеция.